# 恒仁路
恒仁路是中國上海市楊浦區一條南北走向道路，道路南起政立路，北至嫩江路。道路沿路有上海体育学院校舍、旧上海特别市政府大楼以及上海市立图书馆。
恒仁路原本是农田。當局於1933年修建該道路，一開始是煤屑路面。道路因為位于旧上海特别市政府大楼西侧，所以一開始起名府前右路。1935年鋪設柏油路面。1958年12月更名为恒仁路。